# Diplotaxis kohlaanensis
Diplotaxis kohlaanensis là một loài thực vật có hoa trong họ Cải. Loài này được A.G.Mill. & J.A.Nyberg mô tả khoa học đầu tiên năm 1994.